# Parlamento de Sierra Leona
El Parlamento de Sierra Leona es el órgano unicameral que ostenta el poder legislativo de Sierra Leona.Es el principal responsable de hacer las leyes. El parlamento de Sierra Leona consta de 149 miembros, de los cuales 135 miembros son elegidos directamente de los 16 distritos del país, mientras que 14 son jefes supremos designados de los 14 distritos rurales. El parlamento está encabezado por el presidente de la Cámara; el cargo lo ocupa actualmente Abass Bundu del Partido Popular de Sierra Leona.